# Séparation entre l'âne et le cochon
Séparation entre l'âne et le cochon est une expression idiomatique animalière en langue française utilisée en Gascogne comme formulette de séparation dans les jeux d'enfants aux XIXe et XXe siècles.

## Caractéristiques
Classée dans les « Jeux et dits d'enfants » par Jean-François Bladé, l'expression est recueillie au XIXe siècle en Armagnac et dans l'Agenais par l'auteur des Poésies populaires en langue française. Elle est utilisée par les enfants dans leurs jeux « pour séparer deux combattants ». 

Dans le tome consacré à l'époque contemporaine (1919-1949) de l'Histoire de la littérature gasconne des Landes, René Cuzacq (1901-1977) évoque l'expression parmi les jeux d'enfants : 

« barres, où chaque camp cherche à saisir ceux qui s'avancent vers l'autre, faisant des prisonniers, que leurs partenaires dégagent en touchant de la main, sans se faire prendre eux-mêmes ; cache-cache, ou l'on clume contre un mur, la tête contre le bras, comptant jusqu'à cinquante ou à cent ; quatre-coins, où l'on va d'un coin à l'autre aux quatre piliers d'un préau où l'on s'agrippe sans se faire prendre ; sauts-de-mouton ; mûres, vertes, rouges et enfin noires, cueillies aux ronciers ; pâtés de sable ou de gravier, arrosés d'eau, édifices et ponts fragiles ; les tresses de jonc faites par les enfants près des « arribères » ; « séparation entre l'âne et le cochon » quand deux enfants se disputent, etc. »

— René Cuzacq, 1950, .

La Revue des traditions populaires rattache une variante de l'expression aux formulettes de la séparation au chapitre des Rimes et jeux du pays nantais : 

« Quand deux enfants se disputent et ne peuvent s'entendre, un troisième leur dit, passant à eux : « La séparation de l'âne et du cochon » en détachant chaque syllabe, et leur touchant la poitrine comme pour compter dans un jeu »

— Société des traditions populaires, 1907.

La locution déborde parfois la cour de récréation pour pénétrer dans la sphère familiale. Élise Freinet note l'utilisation de la formulette de séparation par sa fille pour mettre fin à une discussion qu'elle ressent comme conflictuelle entre ses parents : 

« Discussions. Maman a 39 ans ; elle est très gentille. Moi, je n'aime pas quand elle discute avec Papa. Un jour, je leur ai dit : « Séparation entre l'âne et le cochon !.... »  - ça n'est pas très gentil ce que tu dis, Baloulette. Qui est l'âne et qui le cochon?  - Je crois que ce n'est personne, mais je n'aime pas les discussions. Taisez-vous !...   Maman a dit : Mais, Baloulette, de la discussion jaillit la lumière... »

— Élise Freinet, 1974

## Origine
L'origine de l'expression n'est pas connue. Cependant, Roccu Multedo rapporte dans Le Folklore magique de la Corse, la tradition centenaire encore vivace au XXe siècle d'une bénédiction des troupeaux à l'occasion de la saint Roch, saint guérisseur de la peste, qui se déroulait en deux temps, d'un côté les ânes et de l'autre les cochons, commentant entre parenthèses, sans autre explication : « (Ne fallait-il pas faire la séparation entre l'âne et le cochon !) ». L'expression des enfants gascons avait ainsi droit de cité jusque dans l'île de Corse dans la deuxième moitié du XXe siècle.